# IC 2514
IC 2514 — галактика типу Sab (компактна витягнута галактика) у сузір'ї Насос.
Цей об'єкт міститься в оригінальній редакції індексного каталогу.